# Ken Williams (beisebol)
Kenneth Roy Williams (28 de junho de 1890 – 22 de janeiro de 1959) foi um jogador profissional de beisebol. Jogou como outfielder na Major League Baseball de 1915 até 1929. Williams começou sua carreira nas grandes ligas com o Cincinnati Reds antes de passar a maior parte de seus dias de jogador com o St. Louis Browns e finalmente com o Boston Red Sox. Rebatia como canhoto e lançava como destro. Williams foi o primeiro membro do chamado Clube 30–30, para jogadores que alcançaram 30 home runs e 30 roubo de bases na mesma temporada.

## Vida pós-carreira
Williams retornou à sua cidade natal, Grants Pass, e trabalhou como policial antes de tornar dono do Owl Club, um restaurante e  casa de bilhar na G Street.